# Teofiel
Teofiel (in oudere uitgaven vaak Theofiel) is een personage uit de Vlaamse stripreeks Jommeke. Hij is de vader van het hoofdpersonage Jommeke. 

## Omschrijving
Teofiel is de vader van Jommeke. Het is een grote slanke man. Hij heeft zwart platliggend haar en een korte snor. Zoals bijna alle personages heeft hij doorgaans dezelfde kledij: een wit hemd, zwarte vlinderdas, zwarte broek en zwarte schoenen. Als hij buiten komt draagt hij vaak een hoed, vooral in het begin van de reeks. Hij is gehuwd met Marie. Samen hebben ze één zoon, Jommeke.
Teofiel komt al voor in het eerste Jommekesalbum, De jacht op een voetbal, maar komt ook voor in de oudere komische verhalen van Jommeke. Hoewel hij in het eerste album een grote rol krijgt toebedeeld, beleeft Jommeke vanaf het tweede album vooral zijn avonturen met zijn vrienden en papegaai. Zijn ouders spelen vooral een rol op de achtergrond. Teofiel is doorgaans de wat strenge vader, maar laat Jommeke wel steeds zijn avonturen beleven. Hij wordt vaak het slachtoffer van grappen en is een van de meest voorkomende slachtoffers van mislukte uitvindingen van professor Gobelijn en komt dan ook nu en dan in aanvaring met de professor. 
In de meeste albums waar Teofiels werk ter sprake komt, heeft hij een kantoorjob. Ondanks zijn wat saaie leven, beleeft hij toch nu en dan een avontuur met Jommeke. Doorgaans is hij op zijn rust gesteld en luiert hij graag in zijn zetel of hangmat. Die wordt echter vaak gestoord door bezoek dat de hulp van Jommeke inroept.
In album De Rondekoning is hij lid van een wielerclub met de veelzeggende naam "De lustige Flandriens".

## Albums
Teofiel komt voor in volgende albums: De jacht op een voetbal, De zingende aap, De koningin van Onderland, Purperen pillen, De muzikale Bella, Het hemelhuis, De zwarte Bomma, De ooievaar van Begonia, De schildpaddenschat, De straalvogel, De zonnemummie, Paradijseiland, Het staartendorp, Met Fifi op reis, Wie zoekt die vindt, Apen in huis, Het verkeerde land, Het wonderdrankje, Dolle fratsen, De verloren zoon, Kinderen baas, Geheime opdracht, De Samsons, De vliegende ton, Knappe Mataboe, Gekke grappen, Neuzen bij de vleet, Lieve Choco, Twee halve lappen, De Jommekesclub, De tocht naar Asnapije, Tita Telajora, De vruchtenmakers, Het geheim van Macu Ancapa, Luilekkerland, De kristallen grot, De grasmobiel, De vrolijke bende, De slaapkop, Straffa Toebaka, De verborgen tempel,  De gekke wekker, Prinses Pott, Peuterweelde, ...